# Victor Ndione
Victor Ndione (ur. 1 kwietnia 1973 w Thiès) – senegalski duchowny rzymskokatolicki, biskup Nawakszutu od 2024.  

## Życiorys
Święcenia kapłańskie przyjął 7 lipca 2001 i został inkardynowany do diecezji Thiès. Po dwuletnim stażu wikariuszowskim wyjechał jako misjonarz fidei donum do Mauretanii i podjął pracę duszpasterską w diecezji Nawakszut (w 2014 uzyskał inkardynację do tej diecezji). W latach 2014–2018 studiował w Bamako i w Rzymie, a po powrocie do Nawakszutu został mianowany wikariuszem generalnym diecezji.
10 lutego 2024 papież Franciszek mianował go biskupem Nawakszutu. 14 kwietnia 2024 otrzymał święcenia biskupie w Katedrze w Nawakszucie. Udzielił mu ich emerytowany biskup  Nawakszutu Martin Happe. 